# Danza del Viento
Sofía Mantega, también conocida como Renacimiento (Renascence) y como Danza del Viento (Wind Dancer), es un personaje venezolano, una mutante que aparece en los cómics publicados por Marvel Comics. Es uno de los estudiantes del Instituto Xavier, miembro del escuadrón Nuevos Mutantes. Su primera aparición fue en Nuevos Mutantes, vol. 2 #1 cuando tenía 16 años de edad.

## Biografía ficticia del personaje

### Primeros años
Sofía nació y vivió la mayor parte de su vida en Caracas, Venezuela. Mientras está al cuidado de su tío, la madre de Sofía es asesinada en un motín. Su único pariente adulto venezolano, un tío, no es capaz de mantener a sus propios hijos por lo que es enviada con su padre, que no sabía de su existencia. Walter Barrett es jefe de una importante cadena de supermercados con sede en los Estados Unidos y es un hombre frío, asocial, con ningún interés en su hija. Él consigue de ella la promesa de que iba a aprender inglés antes de que empezara la escuela, que iba a conseguir buenas notas y que no usaría su poder mutante. A cambio él le prestaría todo su apoyo material sin lugar a dudas.
Durante las tres semanas siguientes se hace amigo de Derek, asistente de su padre, aprende inglés y se une a una escuela local, pero a pesar de su naturaleza extrovertida, tiene dificultades para encajar y es incapaz de reconciliarse con su padre por la falta de afecto hacia ella. Al final no acude a la escuela y destroza una de las tiendas de su padre con vientos con fuerza de huracán, asegurándose de que sus acciones sean grabadas por una cámara de seguridad de la tienda. Su padre se enfurece, más que por la destrucción de la tienda por exponerlo como el padre de una mutante y considera dejarla en la cárcel durante 48 horas para castigarla. Danielle Moonstar, habiendo visto el vandalismo de Sofía en las noticias le ofrece un lugar en el Instituto Xavier.

### Instituto Xavier
El revoltoso estudiante Julian Keller (con nombre clave Infernal) se siente al instante atraído por Mantega y comienza su cortejo. Ella lo rechaza después de que él haga comentarios despectivos sobre su compañera de cuarto, la tímida Laurie Collins (más tarde conocida como Alhelí), pero sigue habiendo una atracción mutua y a pesar de sí misma termina coqueteando con Julian durante un ejercicio de entrenamiento de combate. Derek se mantiene en contacto con ella e incluso deja su trabajo cuando su padre se opone a que vea a Sofía.
Sofía y Laurie son asignanadas al escuadrón Nuevos Mutantes, junto con una fugitiva de Japón llamada Tensión, el amor secreto de Laurie y ex Reaver Elixir, el mojigato David Alleyne (Prodigio) y un mutante peligroso pero bien intencionado llamado Ruina. Sofía cae generalmente bien y es votada como "la más sociable" en el anuario de la escuela.
Prodigio rechaza la oferta para dirigir a los Nuevos Mutantes, por lo que el cargo recae en Sofía. Ella empieza a estar aislada e irritable cuando el grupo pierde su primer ejercicio de entrenamiento lo que atribuye a su fracaso para liderar. Sus decisiones de mando se debilitan aún más cuando Ruina es arrestado por la muerte accidental de su padre y ella brevemente se une a los Infernales, el equipo de Julián, para liberarle. Después de que ambos grupos se enfrenten por el incidente, Prodigio habla con ella para dejar que Ruina se vaya del grupo y Sofía trata de convencerlo para liderar a los Nuevos Mutantes. Él insiste en que el emocionalismo de Sofía tienen sus ventajas en un papel de liderazgo pero está de acuerdo en ser colíder, para engranar mejor los puntos fuertes.
A partir de entonces, el temperamento de Sofía facilita las cosas otra vez hasta que en el baile de la escuela Laurie manipula a David para poner celoso a su exnovio Elixir. Alarmada por la rápida disgregación del escuadrón, ella se encuentra a sí misma besando a Julian y él la empuja a poner fin a la lucha ya que es la única que ve lo bueno en todo el mundo - incluso en él. Tratará de conseguirlo obligando a todos a reunirse en un campamento nocturno en los terrenos de la Mansión X. Mientras las disputas e incluso peleas estallan Sofía es capaz de conciliar al final a sus compañeros de equipo.
Sofía pierde sus poderes junto con el 98% de la población mutante cuando la Bruja Escarlata pronuncia un hechizo de realidad cambiante en un intento de resolver el problema entre mutantes y humanos. Junto con la mayoría de los estudiantes sin poderes se va de la mansión y regresa a Venezuela con Derek. Se marcha de la escuela abruptamente sin avisar a Julian después de que lo pille delatando cruelmente a Prodigio después de que él hubiera perdido sus poderes.

### Nuevos Guerreros
Por razones que aún son desconocidas, Sofía se traslada a la ciudad de Nueva York donde vive sola y trabaja como camarera. Ella se siente sin rumbo en su nueva vida "normal" y tiene pesadillas sobre la pérdida de sus poderes. Durante el sueño Sofía disfruta de los placeres del vuelo con alas. Comenzará a recibir extraños mensajes de un grupo que se hace llamar los Nuevos Guerreros. El grupo envía un mensajero a quien ella reconoce como Barry, un joven que conoció (y con el que coqueteó) en el restaurante. Barry le explica que él es un mutante sin poderes y es en realidad un viejo amigo del instituto Xavier, Pico, a quien no reconoció a causa de su apariencia alterada después del Día M. La lleva a la base secreta de los Nuevos Guerreros pero ella rechaza sus intentos para convencerla de unirse al grupo.
Sin embargo, una batalla entre los Nuevos Guerreros y un nuevo Zodíaco estalla cerca del restaurante donde trabaja Sofía y es testigo de como Cáncer mata a la Nuevo Guerrero Longstrike. Con los guerreros luchando una batalla perdida y un niño atrapado en el fuego cruzado, Sofía carga contra Cáncer proporcionando suficiente distracción para que sus amigos terminen ganando. Mientras continúa la batalla entre personas con superpoderes, intenta poner al niño a salvo pero es golpeada en la espalda. En el hospital los médicos determinan que sufre quemaduras, una conmoción cerebral y varios otros problemas a causa del ataque. Durante su estado de coma sueña que se encuentra a su madre en el Cielo y una vez más lleva alas angelicales.
Sofía sale en los titulares por sus actos heroicos durante la batalla. Espera recuperarse completamente y sólo ha perdido su cabello debido a la cirugía. A su salida del hospital, Mantega reconsidera la oferta de Bandido para unirse al equipo justo cuando está a punto de disolverse tras el desastroso encuentro con el Zodíaco.

### Renacimiento
La primera misión de Sofía como nuevo guerrero es contra el Alphaclan, un equipo de villanos en lo alto de la lista de más buscados de S.H.I.E.L.D. Mientras Wondra dice a Sofía "que celebre que es su primera misión", los esfuerzos del equipo no están a la altura hasta que Bandido interviene.
Sofía toma el alias Renacimiento al trabajar con los Nuevos Guerreros. Sigue trabajando como camarera y vive fuera de la base para no depender de otra persona. Después de la disolución de los Nuevos Guerreros Sofía conserva la tecnología que le proporcionaron.

### Krakoa
Mucho tiempo después, Sofía de alguna manera se enteró de la nueva obsesión de Mojoverso con los mutantes y comenzó a transmitir en vivo y escalar en las listas de transmisión. Después de hacer una encuesta con sus seguidores, se reveló que la mayoría quería verla morir, por lo que contrató a Adam X para ejecutarla. Momentos antes de su fallecimiento, se dirigió a la audiencia por última vez: "Démosle a la gente lo que quiere".
Al ver la prueba de la muerte, Los Cinco procedieron con su resurrección, devolviendo sus poderes en el proceso. Después de reunirse con Hellion y sus otros amigos, les reveló que tenía que dejar que la mataran para escapar, pero Spiral, Adam X y Shatterstar aún necesitaban ser rescatados.

## Poderes y habilidades
Como la mutante Danza del Viento, Sofía tenía la capacidad de controlar el movimiento del aire, lo que incluía la capacidad de generar viento con fuerza intensa, levantar y transportar objetos, volar y más sutilmente, amplificar pequeñas vibraciones en el aire lo que le permitía escuchar conversaciones lejanas.
Ella también utilizaba sus poderes para crear un efecto de "corte" mediante el perfeccionamiento de la fuerza del viento. A corta distancia también podía comprimir el aire en el oído de una persona para alterar el equilibrio de su oído medio perturbando así su estabilidad.
Como Renacimiento, llevaba un traje equipado con seis tentáculos metálicos cibernéticos que podían generar oleadas de electricidad a partir de sus garras. También estaba equipada con un campo de fuerza personal que emitía un aura dorada.
Sofía tenía algunas conocimientos de las artes marciales y deportivas debido a su formación como Nueva Mutante en el Instituto Xavier y de las sesiones de combate con los Nuevos Guerreros.

## Otras versiones

### Dinastía de M
Danza del viento es una alumna de S.H.I.E.L.D. en la realidad de Dinastía de M. Durante este crossover (que más tarde dio lugar a Diezmados), Sofía se muestra como una aprendiz en el escuadrón de los Infernales, bajo la supervisión de Dani Moonstar y participa en una relación bastante íntima con Scion (la contrapartida de Julian).
En esta realidad luchó contra el control de las feromonas de Alhelí que manipula a los estudiantes del Instituto de Liderazgo de Nueva Mutantes para que lucharan a muerte contra los alumnos de S.H.I.E.L.D.
Después de que Alhelí fuese asesinada y su influencia erradicada, los jóvenes mutantes supervivientes se unieron para atacar al Emperador Fuego Solar, el cual encabezaba el proyecto: Génesis; un plan para mutar seres humanos. Este ordenó su muerte, pero la realidad fue revertida antes de que sucediera algo más.